# Portets
Portets är en kommun i departementet Gironde i regionen Nouvelle-Aquitaine i sydvästra Frankrike. Kommunen ligger i kantonen Podensac som tillhör arrondissementet Langon. År 2022 hade Portets 2 638 invånare.

## Befolkningsutveckling
Antalet invånare i kommunen Portets
Referens:INSEE